# Richard Cordery
Richard Anthony Cordery (* 19. Juli 1950) ist ein britischer Schauspieler.

## Leben
Der im Juli 1950 geborene Cordery arbeitete zunächst als Lehrer an einer weiterführenden Schule in London. Er absolvierte seine Ausbildung zum Schauspieler an der Londoner RADA und war ab Anfang der 1970er Jahre als Schauspieler tätig. In den ersten Jahren trat er vor allem am Theater auf, so am Redgrave Theatre in Farnham und am Aldwych Theatre in London. Später wirkte er auch am Royal National Theatre und für die Royal Shakespeare Company.
1978 verkörperte er in der Miniserie Will Shakespeare den Theaterschauspieler Henry Condell. In den 1980er Jahren folgten zahlreiche Gastrollen in britischen Fernsehserien. Ab 1992 war Cordery in drei Staffeln der Fernsehserie Love Hurts als Malcolm Litoff zu sehen. Im gleichen Jahr übernahm er im US-Filmdrama Lorenzos Öl eine kleinere Nebenrolle. Danach folgten mehrheitlich wieder Arbeiten fürs britische Fernsehen. 2013 war Cordery in der romantischen Tragikomödie Alles eine Frage der Zeit an der Seite von Domhnall Gleeson und Bill Nighy als verschusselter Onkel Desmond zu sehen. Es folgten Rollen in Filmen wie Mr. Turner – Meister des Lichts, Madame Bovary, Breaking the Bank und Social Suicide. Von 2015 bis 2016 übernahm er in der BBC-Dramaserie Dickensian die Rolle des Sir Leicester Dedlock. In Rupert Goolds Judy-Garland-Filmbiografie Judy war Cordery 2019 in der Rolle des Filmmoguls Louis B. Mayer zu sehen. In der fünften Staffel der Fernsehserie The Crown übernahm Cordery die Rolle des BBC-Vorsitzenden Duke Hussey.
Er lebt im südenglischen Fleet, Hampshire.

## Filmografie
- 1971: Her mit den römischen Sklavinnen (Up Pompeii)
- 1978: Will Shakespeare (Miniserie, 6 Episoden)
- 1980: Mixed Blessings (Fernsehserie, 1 Episode)
- 1980: Holding the Fort (Fernsehserie, 1 Episode)
- 1980: The Merry Wives of Windsor (Fernsehfilm)
- 1984: Goodbye Mr. Chips (Miniserie, 1 Episode)
- 1986: First Among Equals (Miniserie, 1 Episode)
- 1986: London′s Burning (Fernsehfilm)
- 1987: Screenplay (Fernsehserie, 1 Episode)
- 1988: The Comic Strip Presents… (Fernsehserie, 1 Episode)
- 1988: EastEnders (Fernsehserie, 1 Episode)
- 1988: Rumpole von Old Bailey (Rumpole of the Bailey, Fernsehserie, 1 Episode)
- 1989: Somewhere to Run (Fernsehfilm)
- 1991: Boon (Fernsehserie, 1 Episode)
- 1992: Covington Cross (Fernsehserie, 1 Episode)
- 1992: Get Back (Fernsehserie, 1 Episode)
- 1992: Noel's House Party (Fernsehserie, 1 Episode)
- 1992–1994: Love Hurts (Fernsehserie, 15 Episoden)
- 1992: Lorenzos Öl (Lorenzo’s Oil)
- 1994: Chef! (Fernsehserie, 1 Episode)
- 1995: Shine on Harvey Moon (Fernsehserie, 1 Episode)
- 1995: Castles (Fernsehserie, 1 Episode)
- 1995: Backup (Fernsehserie, 1 Episode)
- 1995: Just William (Fernsehserie, 1 Episode)
- 1996: Bugs – Die Spezialisten (Bugs, Fernsehserie, 1 Episode)
- 1996: The Knock (Fernsehserie, 1 Episode)
- 1997: The Jasper Carrott Trial (Fernsehserie, 2 Episoden)
- 1997: Plotlands (Miniserie, 6 Episoden)
- 1997: Casualty (Fernsehserie, 1 Episode)
- 1998: Kavanagh QC (Fernsehserie, 1 Episode)
- 1999: Unfinished Business (Fernsehserie, 2 Episoden)
- 1987–2000: The Bill (Fernsehserie, 6 Episoden)
- 2001: Shades (Miniserie, 1 Episode)
- 2002: The Falklands Play (Fernsehfilm)
- 2003: Absolute Power (Fernsehserie, 1 Episode)
- 2004: Märchen der Welt (Animated Tales of the World, Fernsehserie, 1 Episode, Sprechrolle)
- 2004, 2009, 2011: Doctors (Fernsehserie, 3 Episoden)
- 2004, 2010, 2014: Inspector Barnaby (Midsomer Murders, Fernsehserie, 3 Episoden)
- 2009: The Green Green Grass (Fernsehserie, 1 Episode)
- 2009: Glorious 39
- 2011: The Reckoning (Miniserie, 1 Episode)
- 2011: Garrow's Law (Fernsehserie, 1 Episode)
- 2012: Eternal Law (Fernsehserie, 1 Episode)
- 2012: Whitechapel (Fernsehserie, 2 Episoden)
- 2012: Les Misérables
- 2013: Alles eine Frage der Zeit (About Time)
- 2013: Doc Martin (Fernsehserie, 1 Episode)
- 2014: Inside No. 9 (Fernsehserie, 1 Episode)
- 2014: Mr. Turner – Meister des Lichts (Mr. Turner)
- 2014: Madame Bovary
- 2014: Breaking the Bank
- 2015: Mr. Hoppys Geheimnis (Esio Trot, Fernsehfilm)
- 2015: Crossing Lines (Fernsehserie, 2 Episoden)
- 2015: Social Suicide
- 2015–2016: Dickensian (Fernsehserie, 9 Episoden)
- 2016: Harley & the Davidsons – Legende auf zwei Rädern (Harley and the Davidsons, Miniserie, 1 Episode)
- 2016: Monochrome
- 2016: Gib den Jungs zwei Küsse – Mum's List (Mum's List)
- 2016, 2018: Marcella (Fernsehserie, 2 Episoden)
- 2017: Dragonheart – Die Kraft des Feuers (Dragonheart: Battle for the Heartfire)
- 2017: Die Frau des Nobelpreisträgers (The Wife)
- 2019: Summer of Rockets (Miniserie, 2 Episoden)
- 2019: Judy
- 2020: Small Axe: Mangrove
- 2022: The Crown (Fernsehserie, 1 Episode)
- 2023: Silent Witness (Fernsehserie, 2 Episoden)

## Theatrografie
- 1975: A View from the Bridge (Redgrave Theatre, Farnham)
- 1975: Ten Little Niggers (Redgrave Theatre, Farnham)
- 1975: Arsenic and Old Lace (Redgrave Theatre, Farnham)
- 1975: Rosencrantz and Guildenstern are Dead (Redgrave Theatre, Farnham)
- 1978: Oh What a Lovely War (Redgrave Theatre, Farnham)
- 1978: Hay Fever (Redgrave Theatre, Farnham)
- 1978: The Hollow (Redgrave Theatre, Farnham)
- 1978: Guys and Dolls (Redgrave Theatre, Farnham)
- 1978: Jumpers (Redgrave Theatre, Farnham)
- 1978: The Merchant of Venice (Redgrave Theatre, Farnham)
- 1978: The Bed Before Yesterday (Redgrave Theatre, Farnham)
- 1979: Aladdin and his Wonderful Lamp (Redgrave Theatre, Farnham)
- 1979: Macbeth (Redgrave Theatre, Farnham)
- 1979: Bedroom Farce (Redgrave Theatre, Farnham)
- 1979: Kes (Redgrave Theatre, Farnham)
- 1979: You Never Can Tell (Redgrave Theatre, Farnham)
- 1979: The G & S Story (Redgrave Theatre, Farnham)
- 1981: Troilus and Cressida (Royal Shakespeare Company; Aldwych Theatre, London)
- 1981: The Love Girl and the Innocent (Royal Shakespeare Company; Aldwych Theatre, London)
- 1981: Hamlet (Royal Shakespeare Company; Aldwych Theatre, London)
- 1981: The Maid’s Tragedy (Royal Shakespeare Company; Warehouse, London)
- 1981: Richard II (Royal Shakespeare Company; Aldwych Theatre, London)
- 1983–1984: The Government Inspector (Bristol Old Vic – Theatre Royal)
- 1985: Taking Steps (Salisbury Playhouse)
- 1985: Far from the Madding Crowd (Salisbury Playhouse)
- 1985: Move Over Mrs Markham (Salisbury Playhouse)
- 1986: The Normal Heart (Royal Court Theatre, London)
- 1986: The Collector (King’s Head Theatre, London)
- 1987: Desire Under the Elms (Greenwich Theatre, London)
- 1988: ’Tis Pity She’s a Whore (National Theatre – Olivier, National Theatre)
- 1989: The Young Idea (Yvonne Arnaud Theatre, Guildford)
- 1990: Man and Superman (Salisbury Playhouse)
- 1990: The Boys Next Door (Tournee)
- 1993: The L.A. Plays (Almeida Theatre, London)
- 1996: In the Company of Men (Royal Shakespeare Company; Pit, London)
- 1996–1997: In the Company of Men (Barbican Theatre, London)
- 1997: Romeo and Juliet (Royal Shakespeare Company; Pit, London)
- 1998: Romeo and Juliet (Royal Shakespeare Company, Tournee)
- 1998–1999: The Family Reunion (Swan Theatre, Stratford-upon-Avon)
- 1999: Volpone (Royal Shakespeare Company; Swan Theatre, Stratford-upon-Avon)
- 1999: Othello (Royal Shakespeare Company; Royal Shakespeare Theatre, Stratford-upon-Avon)
- 1999: The Family Reunion (Royal Shakespeare Company; Swan Theatre, Stratford-upon-Avon)
- 1999: The Widow Ranter (Royal Shakespeare Company; The Other Place, Stratford-upon-Avon)
- 1999: The Family Reunion (Royal Shakespeare Company; Newcastle Playhouse, Newcastle upon Tyne)
- 1999: Volpone (Royal Shakespeare Company; Newcastle Playhouse, Newcastle upon Tyne)
- 1999: Othello (Royal Shakespeare Company; Newcastle Playhouse, Newcastle upon Tyne)
- 1999: Volpone (Royal Shakespeare Company; Pit, London)
- 2000: Othello (Royal Shakespeare Company; Barbican Theatre, London)
- 2000: The Family Reunion (Royal Shakespeare Company; Pit, London)
- 2000: Volpone (Royal Shakespeare Company; The Drum, Theatre Royal, Plymouth)
- 2000: The Family Reunion (Royal Shakespeare Company; The Drum, Theatre Royal, Plymouth)
- 2000: Othello (Royal Shakespeare Company; Theatre Royal, Plymouth)
- 2000: Henry VI (Royal Shakespeare Company; Swan Theatre, Stratford-upon-Avon)
- 2000–2001: Henry VI (Swan Theatre, Stratford-upon-Avon)
- 2001: Richard III (Royal Shakespeare Company; Swan Theatre, Stratford-upon-Avon)
- 2001: Henry VI (Power Center for the Performing Arts, Ann Arbor, Michigan, USA)
- 2001: Richard III (Power Center for the Performing Arts, Ann Arbor, Michigan, USA)
- 2001: Henry VI (Royal Shakespeare Company; Young Vic, London)
- 2002–2003: The Merry Wives of Windsor (Royal Shakespeare Company; Swan Theatre, Stratford-upon-Avon)
- 2002–2003: Coriolanus (Royal Shakespeare Company; Swan Theatre, Stratford-upon-Avon)
- 2003: Coriolanus (Royal Shakespeare Company; Tournee)
- 2003: The Merry Wives of Windsor (Royal Shakespeare Company; Tournee)
- 2004: Macbeth (Royal Shakespeare Company; Royal Shakespeare Theatre, Stratford-upon-Avon)
- 2004: Hamlet (Royal Shakespeare Company; Royal Shakespeare Theatre, Stratford-upon-Avon)
- 2004: New Work Concert (Royal Shakespeare Company; Michel St Denis Studio, The Other Place, Stratford-upon-Avon)
- 2004: The Pilate Workshop (Royal Shakespeare Company; The Other Place, Stratford-upon-Avon)
- 2004: Hamlet (Royal Shakespeare Company; Theatre Royal, Newcastle upon Tyne)
- 2004: Macbeth (Royal Shakespeare Company; Theatre Royal, Newcastle upon Tyne)
- 2004: Hamlet (Royal Shakespeare Company; Albery Theatre, London)
- 2005: Macbeth (Royal Shakespeare Company; Albery Theatre, London)
- 2005: Twelfth Night (Royal Shakespeare Company; Royal Shakespeare Theatre, Stratford-upon-Avon)
- 2005: The Comedy of Errors (Royal Shakespeare Company; Royal Shakespeare Theatre, Stratford-upon-Avon)
- 2005: Twelfth Night (Royal Shakespeare Company; Novello Theatre, London)
- 2005: The Comedy of Errors (Royal Shakespeare Company; Novello Theatre, London)
- 2006–2008: Henry VI – Part 1 (Royal Shakespeare Company; Courtyard Theatre, Stratford-upon-Avon)
- 2007: Richard III (Royal Shakespeare Company; Courtyard Theatre, Stratford-upon-Avon)
- 2007–2008: Richard II (Royal Shakespeare Company; Courtyard Theatre, Stratford-upon-Avon)
- 2007–2008: Henry VI – Part 2 (Royal Shakespeare Company; Courtyard Theatre, Stratford-upon-Avon)
- 2008: Waste (Almeida Theatre, London)
- 2009–2010: The Power of Yes (National Theatre – Lyttelton)
- 2011: Farewell to the Theatre (Rose Theatre, Kingston upon Thames)
- 2011: The Importance of Being Earnest (Rose Theatre, Kingston upon Thames)
- 2017: Sweet Bird of Youth (Chichester Festival Theatre, Chichester)
- 2017–2018: Network (National Theatre – Lyttelton)
- 2019: The Man in the White Suit (Theatre Royal Bath, Bath)